# Olivnorumeni smetiščar
Olivnorumeni smetiščar (znanstveno ime Bolbitius titubans) je gliva iz rodu smetiščarjev (Bolbitius).

## Značilnosti
Klobuk je velik od 1 do 6 cm. Najprej je jajčasto zvončast, nato vse bolj odprt in nazadnje razširjen, tenkomesnat, z nažlebkanim robom; Povrhnjica je izrazito sluzasta in včasih dobi mrežast vzorec. Rumen v različnih odtenkih, včasih z zelenkastim nadihom.
Lističi so precej razmaknjeni in v mladosti od bele do rumene barve, kasneje postanejo zaradi dozorevanja trosov okrasto rjavi. Ostrinka je sterilna in zato ostane svetla in drobno nazobčana.
Bet je valjast, tanek 2-8 × 0,4-0,8 cm. Včasih ni povsem raven. Je votel, krhek, belkasto rumene barve in v celoti posut z belkastim poprhom.

## Razširjenost in življenjski prostor
Precej pogost od pomladi do jeseni, zlasti po močnem deževju. Na tleh, kjer je veliko organskih snovi. Na razpadajočih ostankih, tudi direktno na živalskem gnoju.

## Mikroskopske značilnosti
Trosni prah je okrasto rjav. Trosi so gladki, elipsaste oblike in z vidno kalilno poro. Imajo debelo dvojno steno. Velikost: 11,4-12,9 × 6,3-7,9 µm.
Bazidiji so kratki, kijasti in s po štirimi trosi. Pomešani s kroglastimi vmesnimi celicami (pseudoparafizami).

## Podobne vrste
Po barvi mu je podobna rumena ščitovka (Pluteus leoninus), ki raste na lesnih odpadkih in ima rožnat trosni prah.

## Uporabnost
Neužiten.

## Galerija slik
- Klobuk živih barv
- Različica medlejših barv
- Lističi
- Trosi
- Bazidiji in kroglaste vmesne celice
- Prerez lističa